# 2080 Jihlava
För andra betydelser, se Jihlava (olika betydelser).
2080 Jihlava eller 1976 DG är en asteroid i huvudbältet som upptäcktes den 27 februari 1976 av den Schweiziska astronomen Paul Wild vid Observatorium Zimmerwald. Den har fått sitt namn efter staden Jihlava i dåvarande Tjeckoslovakien.
Asteroiden har en diameter på ungefär 5 kilometer.